# Comuna Madjarovo, Haskovo
Madjarovo (în bulgară Маджарово) este o comună în regiunea Haskovo, Bulgaria, formată din orașul Madjarovo și 17 sate. 

## Localități componente

### Orașe
- Madjarovo

### Sate
| - Borislavți - Dolni Glavanak - Dolno Sădievo - Efrem - Gaberovo - Goleama Dolina | - Gorni Glavanak - Gorno Pole - Malki Voden - Malko Breagovo - Malko Popovo | - Rumelia - Răjenovo - Selska Poleana - Senoklas - Topolovo - Zlatoustovo |

## Demografie
Componența etnică a comunei Madjarovo
     Turci (29,9%)
     Romi (1,32%)
     Bulgari (52,43%)
     Nicio identificare (16,09%)
     Altele (0,24%)
La recensământul din 2011, populația comunei Madjarovo era de 1.665 locuitori. Din punct de vedere etnic, majoritatea locuitorilor (52,43%) erau bulgari, existând și minorități de turci (29,9%) și romi (1,32%). Pentru 16,09% din locuitori nu este cunoscută apartenența etnică.